# Chondracanthus elegans
Espèce
Chondracanthus elegans est une espèce d’algues rouges de la famille des Gigartinaceae.

## Synonymes
Basionyme : Gigartina elegans Grev., 1833

## Publication originale
Hommersand M.H., Guiry M.D., Fredericq S. & Leister G.L., 1993. New perspectives in the taxonomy of the Gigartinaceae (Gigartinales, Rhodophyta). Proceedings of the International Seaweed Symposium 14: 105–120, 41 figs., description aux pages 115 - 117.